# Tempel Emanu-el
Tempel Emanu-el (ook gespeld als Emanu-él; Hebreeuws voor "God met ons") of De Tempel, is een voormalige synagoge aan het Hendrikplein in de oude wijk Punda van Willemstad op Curaçao. Het gebouw wordt sinds 1999 gebruikt door het openbaar ministerie. 

## Geschiedenis

### Ontstaan
Het gebouw werd gebouwd nadat er in 1864 ruzie was uitgebroken tussen de patriarchen van de machtige joodse families Jesurun (Shon Cochi Jesurun) en Maduro (Salomon Maduro) nadat de laatste resten van de geslechte stadsmuur gebruikt had om een deel van het Waaigat te dempen voor de aanleg van De Ruyterkade, waar nu ook schepen konden aanleggen van concurrenten van Jesurun, die verder alle werven van de Sint Annabaai in bezit had en dus zijn monopolie doorbroken zag. Ook het feit dat Maduro zijn hoofdkantoor tegenover dat van Jesurun had gebouwd, hielp niet mee. Deze ruzie kwam tegelijkertijd met de opkomst van het liberaal jodendom (reformisme) onder de jongeren binnen de joodse gemeente, waarop de bestaande gemeente geen duidelijk antwoord kon geven. De liberalere joden die zich achter Maduro schaarden scheidden zich af van de conservatieveren van de bestaande Mikvé Israëlsynagoge als de Nederlands Hervormde Israëlitische Gemeente. Het gouvernement beschikte aanvankelijk negatief op een aanvraag om een nieuwe synagoge te bouwen in Pietermaai aan de huidige Plasa Smeets (waar nu het NAAM-gebouw staat). In plaats daarvan kregen zij een stuk grond toegewezen van ongeveer 2000 vierkante meter op gronden van een oude verwaarloosde protestantse begraafplaats uit ongeveer 1680 buiten de voormalige Steenen Padtspoort van de vestingwal tussen Punda en Pietermaai Smal (in de volksmond Fo’i Porta; "buiten de poort" genoemd). Eromheen lagen voor de bouw illegale vuilnishopen. De gemeente bouwde hier tussen 1865 en 1867 een nieuwe synagoge in neoclassicistische stijl met een torenspits met aan de top een davidster, die later weer verwijderd werd. 

### Gebruik als synagoge
De vrijzinnige gemeente had veel contacten met en nam de rituelen over van de gelijknamige gemeente van de Temple Emanu-El in New York. In 1876 kwam de eerste rabbijn naar de gemeente vanuit New York (J. Mendes de Solla). Toen de gemeente in 1932 als enige niet was uitgenodigd bij het 200-jarig feest van de inwijding van de Mikvé Israëlsynagoge, werd in reactie hierop tijdens een 'reconciliatie-bijeenkomst' vrede gesloten tussen de wel bevriende voorzitters van beide gemeenten: de officieel gespannen verhouding tussen beide gemeenten werd namelijk toch al niet zo ervaren in de vele vriendschappelijke persoonlijke contacten tussen de leden van beide gemeenten. Een van de uitvloeisels van het overleg was dat leden van beide gemeenten voortaan elkaars diensten konden bezoeken.
In 1963 na decennia van teruglopende ledenaantallen besloten beide gemeenten na jaren van samensprekingen om weer in de oude synagoge samen te komen, die de naam Mikvé Israël-Emanuelsynagoge kreeg. Overeengekomen werd om een aantal van de 300-jarige tradities van de orthodoxe gemeente te laten vervallen en in plaats van een orthodoxe of reformistische gemeente een reconstructionistische gemeente te vormen.

### Herbestemming
In 1962 had de overheid reeds de gronden rondom het gebouw aangekocht om het gebied meer autoluw te maken en de samenkomende gemeenten de kans te geven het gebouw te restaureren en de benedenverdieping te herbestemmen tot recreatiezaal en lesruimten voor religieuze lessen. Na 1963 kwam het gebouw echter leeg te staan en verviel langzaam. In 1978 werd het gebouw gerenoveerd en omgevormd tot theater. In 1989 verkocht de joodse gemeente het gebouw aan het Van der Valk-concern, dat er een hotel bij wilde vestigen, maar uiteindelijk het gebouw in 1994 terug verkocht aan de overheid als onderdeel van een schikking. Deze gaf het in handen van Stichting Monumentenzorg Curaçao om het te restaureren op voorwaarde dat het gebouw daarna zou worden overgedragen aan het openbaar ministerie, die er in 1999 het parket van de officieren van justitie huisvestte.

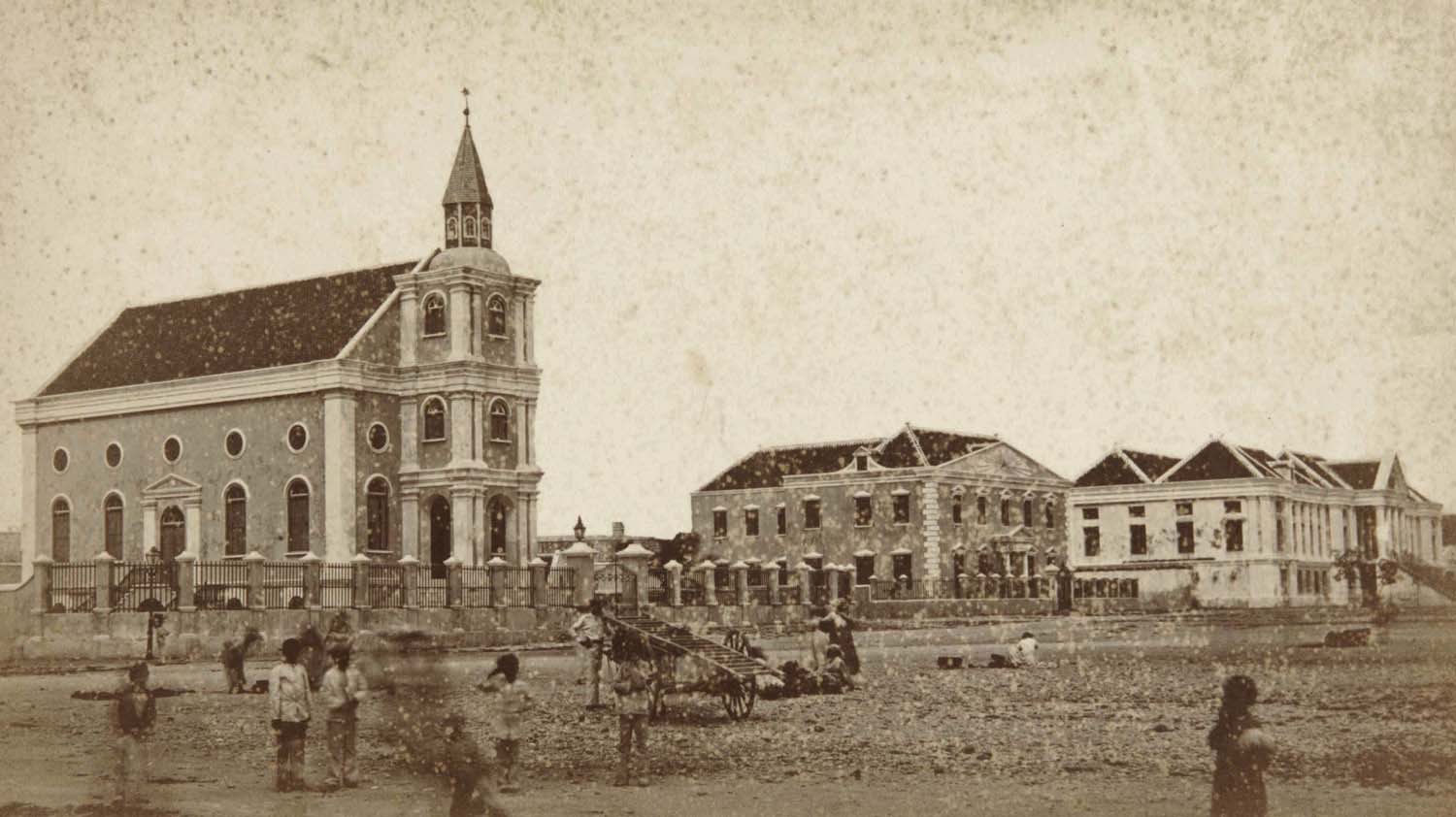
Ca. 1890
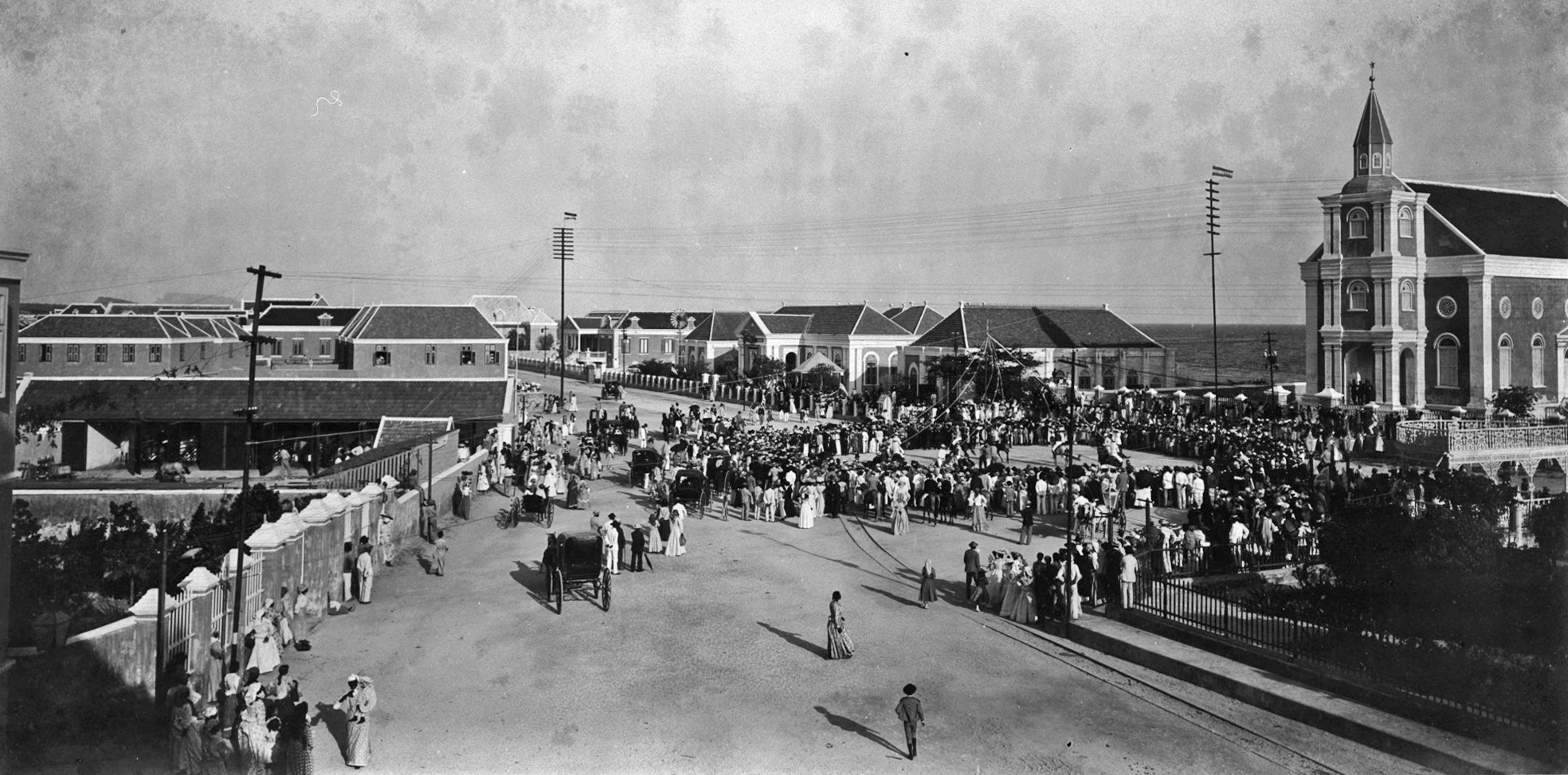
Festiviteiten voor de tempel tijdens de Koloniale Tentoonstelling Willemstad van 1904
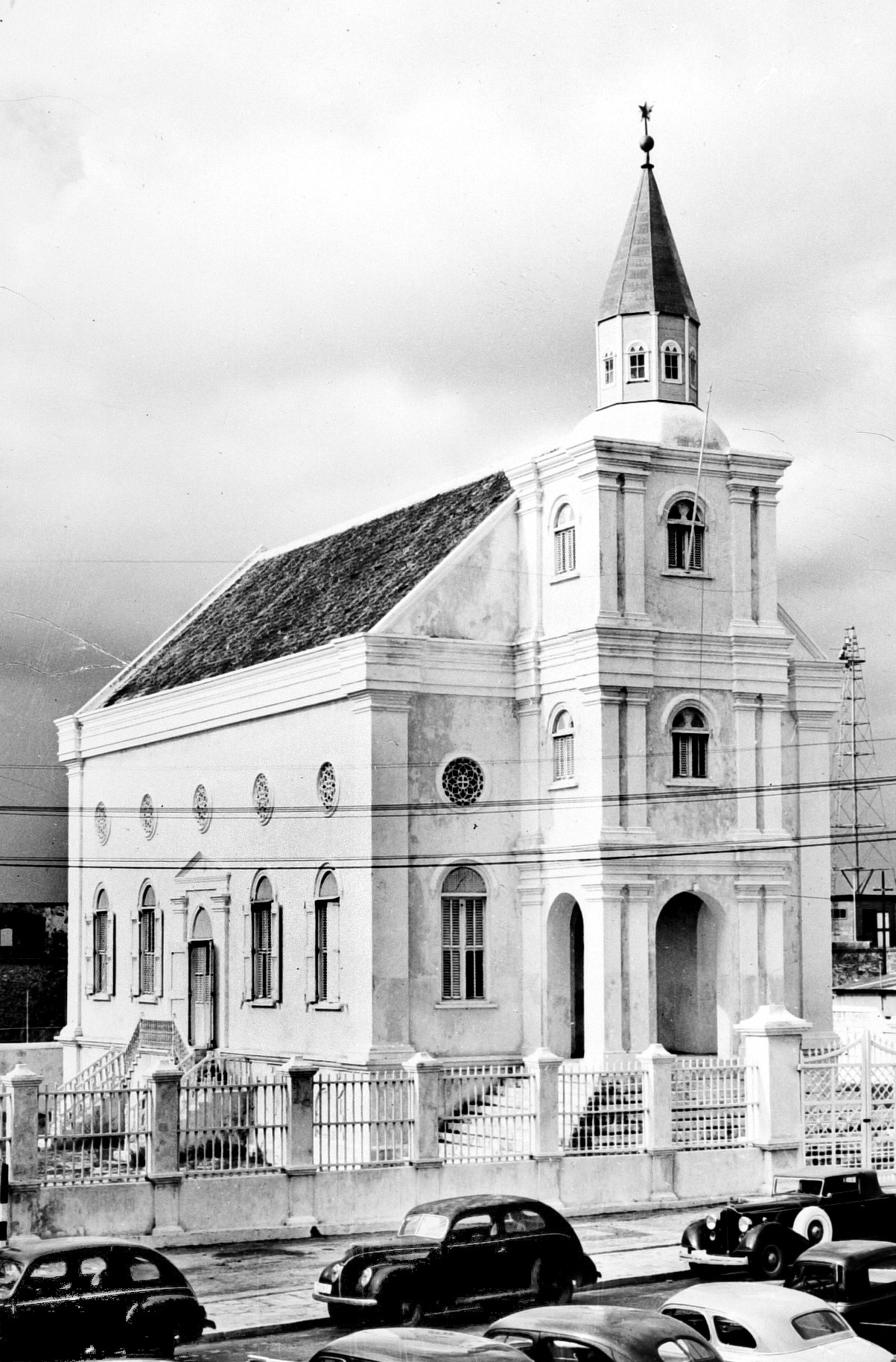
1947

Basiliek Santa Ana · Fortkerk · Kalifar Omarmoskee · Kathedraal van Pietermaai · Mikvé Israël-Emanuelsynagoge · Tempel Emanu-el